# Gesetze zur Eingliederung von Wales 1535–1542
Die Gesetze zur Eingliederung von Wales 1535–1542 (englisch Laws in Wales Acts 1535–1542, walisisch Y Deddfau Cyfreithiau yng Nghymru 1535 a 1542), oft auch als Act of Union bezeichnet, bedeuteten keine Vereinigung, sondern die Eingliederung von Wales in den Rechtsraum von England. Die Gesetze wurden unter der Herrschaft Heinrichs VIII. erlassen, der aus dem walisischen Haus Tudor stammte.
Wales wurde dabei in 13 Grafschaften unterteilt, nämlich
- Monmouthshire (Sir Fynwy; Mynwy)
- Glamorganshire (Sir Forgannwg bzw. Morgannwg)
- Carmarthenshire (Sir Gaerfyrddin, umgangssprachlich Sir Gâr)
- Pembrokeshire (Sir Benfro)
- Cardiganshire (Sir Aberteifi bzw. Ceredigion)
- Brecknockshire (Sir Frycheiniog; Brycheiniog)
- Radnorshire (Sir Faesyfed)
- Montgomeryshire (Sir Drefaldwyn)
- Denbighshire (Sir Ddinbych)
- Flintshire (Sir y Fflint)
- Merionethshire (Sir Feirionnydd bzw. Meirionnydd)
- Caernarfonshire (früher Caernarvonshire oder Carnarvonshire) (Sir Gaernarfon)
- Anglesey (Sir Fôn; Môn)

Das englische Recht galt nun auch in Wales. Dies bedeutete unter anderem, dass die englische Sprache als Amtssprache eingeführt wurde. Dies hielt die meisten Einheimischen von öffentlichen Ämtern fern.
Die Regelungen von 1535 wurden am 21. Dezember 1993, die von 1542 am 3. Januar 1995 aufgehoben und damit eine rechtliche Autonomie von Wales wiederhergestellt.